# Dover (Carolina del Nord)
Dover è una città degli Stati Uniti d'America situata nella Carolina del Nord, nella Contea di Craven.